# A28高速公路 (意大利)
A28高速公路（義大利語：Autostrada 28）是義大利一條高速公路，由威尼托大區東部的格魯阿羅港起，往西北經弗留利-威尼斯朱利亞區的波代諾內至威尼托區的科內利亞諾，全長48.75公里。
1972年開始動工，1974年12月31日至波代諾內段通車，2010年12月23日全段通車。